# Добровольный (Каневской район)
Добровольный — хутор в Каневском районе Краснодарского края.
Входит в состав Привольненского сельского поселения. Расположен на берегу Бейсугского водохранилища.

## География
Хутор расположен на берегу Бейсугского водохранилища, в 20 км юго-западнее районного центра — Каневской.

## История
Основан в 1920 году.

## Население
| 2002 | 2010 |
| ---- | ---- |
| 37   | ↗50  |